# Kondoma
La Kondoma (en russe : Кондома) est une rivière de Russie qui coule dans l'oblast de Kemerovo en Sibérie occidentale. C'est un affluent du Tom en rive gauche, donc un sous-affluent de l'Ob.

## Géographie
La Kondoma prend naissance sur le versant nord-ouest des Monts Saïan occidentaux, plus précisément dans les montagnes Bieïskaïa Griva, à une altitude de plus ou moins 800 mètres. De là, elle serpente dans la Chorie montagneuse ( Горная Шория), région couverte de taïga et peuplée de Chors, située entre les monts Saïan et l'Altaï.
Elle se jette dans le Tom en rive gauche à Novokouznetsk, grande ville industrielle située sur le Tom dans le sud du bassin du Kouzbass, à une altitude d'environ 
200 mètres. Dans son cours inférieur, la rivière a plus ou moins 100 mètres de large et jusqu'à deux mètres de profondeur. La vitesse moyenne du courant y est d'un mètre par seconde. 
La Kondoma est habituellement prise par les glaces à partir de la fin octobre ou du début de novembre, jusqu'à la fin du mois d'avril ou au début du mois de mai.
Elle n'est pas navigable, mais est utilisée pour le flottage.

## Affluents et sous-affluents
- le Moundybach (Мундыбаш) en rive droite à Moundybach.
  - le Telbès (Тельбес) conflue en rive droite au niveau de la ville de Moundybach.
- le Tech (Теш)

## Villes traversées
- Ossinniki
- Novokouznetsk
- Tachtagol

## Hydrométrie - Les débits mensuels à Kouzedeïevo
Le débit de la Kondoma a été observé pendant 63 ans (période 1936-2000) à Kouzedeïevo, station hydrométrique située à 73 kilomètres en amont de son point de confluence avec le Tom, et à une altitude de 225 mètres. 
Le débit inter annuel moyen ou module observé à Kouzedeïevo sur cette période était de 123 m3/s pour une surface drainée de quelque 7 080 km2, soit plus ou moins 86 % du bassin versant total de la rivière qui en compte 8 270.
La lame d'eau écoulée dans le bassin versant atteint ainsi le chiffre de 546 millimètres par an, ce qui peut être considéré comme très élevé, du moins dans le contexte du bassin de l'Ob caractérisé en moyenne par un écoulement assez faible. 
Comme presque partout en Sibérie, la Kondoma présente des fluctuations saisonnières de débit élevées. Les hautes eaux se déroulent au printemps, en avril et surtout en mai. Dès le mois de juin, le débit diminue fortement et cette baisse se poursuit en juillet. Le débit se stabilise dès lors jusqu'à la fin de l'automne. On constate de plus un très net rebond du débit en octobre, qui constitue un second sommet, lié aux précipitations de saison sous forme de pluie. En novembre une nouvelle baisse de débit se produit, ce qui mène aux basses eaux d'hiver qui ont lieu de décembre à mars, avec un débit mensuel moyen baissant jusqu'au niveau de 9,48 m3 au mois de février (minimum d'étiage). 
Le débit moyen mensuel observé en février constitue moins de 2 % du débit moyen du mois de mai (569 m3/s), ce qui souligne l'amplitude très importante des variations saisonnières. Ces écarts peuvent être plus élevés encore selon les années. Sur la durée d'observation de 63 ans, le débit mensuel minimal a été de 3,32 m3/s (en février 1968), tandis que le débit mensuel maximal s'élevait à 1 370 m3/s en mai 1966.
En ce qui concerne la période libre de glaces (de mai à octobre inclus), le débit mensuel minimum observé a été de 9,83 m3/s en juillet 1965.